# Floydia praealta
Floydia praealta là một loài thực vật có hoa trong họ Quắn hoa. Loài này được (F.Muell.) L.A.S.Johnson & B.G.Briggs miêu tả khoa học đầu tiên năm 1975.